# Engines of Creation
Engines of Creation è l'ottavo album in studio del cantautore statunitense Joe Satriani, pubblicato il 14 marzo 2000 dalla Epic Records.
Si tratta di un album di rock sperimentale, nel quale tutti i brani, ad eccezione di Until We Say Goodbye, sono stati registrati con il solo apporto di chitarra e sintetizzatore.
Il brano Until We Say Goodbye è stato nominato ai Grammy Awards 2001 nella categoria Best Rock Instrumental Performance.

## Tracce
Testi e musiche di Joe Satriani.
1. Devil's Slide – 5:11
2. Flavor Crystal 7 – 4:26
3. Borg Sex – 5:27
4. Until We Say Goodbye – 4:31
5. Attack – 4:22
6. Champagne? – 6:04
7. Clouds Race Across the Sky – 6:14
8. The Power Cosmic 2000 – Part I – 2:10
9. The Power Cosmic 2000 – Part II – 4:23
10. Slow and Easy – 4:44
11. Engines of Creation – 5:58

## Formazione
- Joe Satriani - chitarra, tastiere, programming
- Eric Caudieux - tastiere, basso, programming e editing

## Classifiche
| Classifica (2000) | Posizione massima |
| ----------------- | ----------------- |
| Francia           | 37                |
| Paesi Bassi       | 79                |
| Stati Uniti       | 90                |
| Svizzera          | 86                |